# Valentina Pistoli
Valentina Pistoli   (Korçë, 1928 - 1993) fou una arquitecta albanesa. Va ser la primera arquitecta del país. Es va graduar en arquitectura a la Universitat de Sofia en 1952. Va liderar el grup d'arquitectes que va dissenyar l'Hotel Tirana.